# Grande-Bretagne aux Jeux olympiques d'été de 1988
La Grande-Bretagne participe aux Jeux olympiques d'été de 1988 à Séoul. Elle y remporte vingt-quatre médailles : cinq en or, dix en argent et neuf en bronze, se situant à la douzième place des nations au tableau des médailles. La délégation britannique regroupe 345 sportifs.